# یوری شوکوریان
یوری هایکی شوکوریان (ارمنی: Յուրի Հայկի Շուքուրյան؛ زادهٔ ۵ نوامبر ۱۹۴۰) یک دانشمند متخصص در زمینه اتوماسیون و استاد اهل ارمنستان است. وی بین سال‌های (۱۹۹۵-۲۰۰۵) و (۲۰۰۶-۲۰۲۱) قائم‌مقام رئیس فرهنگستان ملی علوم ارمنستان بود.

## زندگی‌نامه
در ۵ نوامبر ۱۹۴۰ در ایروان به دنیا آمد و از دانشگاه ملی پلی‌تکنیک ارمنستان فارغ‌التحصیل شد. وی از سال ۱۹۹۰ عضو مکاتبه‌ای فرهنگستان ملی علوم ارمنستان است. وی همچنین برنده نشان برجسته افتخار، نشان مسروپ ماشتوتس و دانشمند شایسته جمهوری ارمنستان (۲۰۱۱) شده است.

## یادداشت
1. ↑  տեխնիկական գիտությունների դոկտոր
2. ↑  Ավտոմատների տեսություն և կիրառություններ, հաշվարկների մոդելներ, ինֆորմացիոն տեխնոլոգիաներ, ԷՀՄ ավտոմատացված նախագծման համակարգեր